# 东北风暴
东北风暴（nor'easter）或称东海岸低压，是北大西洋西部的天气尺度温带气旋。这个名字来源于从东北吹来的风向。该术语被用于描述影响美国上北大西洋沿岸和加拿大大西洋省份的风暴。
通常，此类风暴起源于在距离北卡罗来纳州和马萨诸塞州之间的海岸100英里以内的海面上。这种风暴带来的降水模式与其他温带风暴相似。东北风暴通常伴随着大雨或大雪，并可能导致严重的风暴潮、海岸侵蚀、飓风或暴风雪天气。东北风暴通常在新英格兰和加拿大东海岸的冬季最为强烈。它发展自辐合强烈的气团——寒冷的极地气团和水面上的暖湿气团。在冬季，这些气团之间的温差更大，东北风暴就会更加严重。   
东北风暴往往在 11 月和 3 月之间多发，偶尔也会在一年中的其他时间发展。易受影响的地区（主要是美国东北部和加拿大东海岸）通常每年冬天都会受到几次东北风暴的影响。   

## 词源和用法

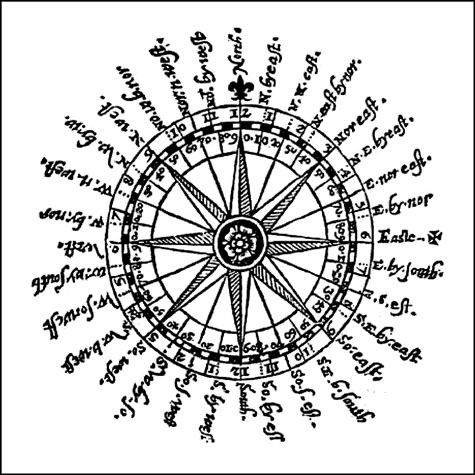
指南针卡（1607 年），拼写为“Noreast”

nor'easter这个词是通过英式英语进入美式英语的。根据《牛津英语词典》的记载，早期记录的“nor ”（表示北）在组合中的使用，例如nor'-east和nor-nor-west ，可追溯到 16 世纪后期。 该拼写还出现在 1607 年出版的罗盘卡上。根据牛津英语词典，“nor'easter”一词的首次记录使用出现在 1836 年的阿里斯托芬译本中。 “nor'easter”（东北风暴）一词自然地从罗盘点的历史拼写和发音以及风向或航行方向发展而来。
尽管科米和其他人竭力批评这个“不像话”的词语，但媒体仍在持续使用该术语。据《波士顿环球报》作家扬·弗里曼（Jan Freeman）称，“从 1975 年到 1980 年，记者在提到此类风暴的五次中只有一次使用了 nor'easter 拼写；而在过去的一年（2003 年），超过 80% 的风暴被拼写为 nor'easter” 。 

19 世纪的下东水手将罗盘点“北东北”发音为“no'nuth-east”，依此类推。几十年来，缅因州布伦瑞克的埃德加·科米（Edgar Comee）坚决反对媒体使用“nor'easter”一词，他认为这种用法是“自命不凡且完全可悲的矫揉造作”和“可憎的，甚至令人厌恶的陆栖动物的做法，他们会被视为像海一样咸”。他为了废弃这个词，直到他 88 岁去世前，一共邮寄了数百张明信片，《纽约客》上对此事进行了介绍。 

宾夕法尼亚大学语言学教授马克·利伯曼指出，虽然《牛津英语词典》引用了可追溯到 1837 年的例子，但这些例子代表了少数非新英格兰诗人和作家的贡献。利伯曼假设“nor'easter”最初可能是一种文学上的矫揉造作，类似于“e'en”表示“even”，“th'only”表示“the only”，这表明拼写中有两个音节节拍诗中只有一个位置，对实际发音没有影响。 
然而，尽管有这些断言，这个词仍然可以在新英格兰人的著作中找到，并且在 19 世纪被媒体频繁使用。
- 《哈特福德时报》报道了 1839 年 12 月袭击纽约的风暴，并观察到，“我们扬基队也有过同样的‘东北风暴’，但与 15 小时内的那一场相比，它相当温和。” [11]
- 托马斯·贝利·奥尔德里奇（Thomas Bailey Aldrich）在他的半自传作品《坏男孩的故事》 （1870 年）中写道：“我们之前曾经历过几次轻微的冰雹和雪，但这是一个常规的‘东北风暴’”。 [12]
- 伊丽莎白·斯图尔特·菲尔普斯·沃德（ Elizabeth Stuart Phelps Ward ）在她的故事“在灰色的哥特”（In the Gray Goth）（1869 年）中写道：“……现在天空下起了雪，准备迎来一个正常的‘东北风暴’”。 [13]
- John H. Tice 在《为学校和私人学生设计的新气象系统》（1878 年）中写道：“在这场战斗中，可怕的、令人不快的和具有破坏性的东北风肆虐新英格兰、中部各州和南部。除非有一个高气压计驶向新斯科舍省和下加拿大，否则不会发生‘东北风暴’。” [14]

到 20 世纪，这个用词以下列形式出现：
- 当前事件描述，正如纽约慈善组织协会出版委员会在《慈善与公地：慈善与社会进步周刊》第 19 卷（1908 年）中所写：多年来访问新英格兰海岸最糟糕的一次，大厅里很拥挤。” [15]
- 玛丽·罗杰斯·邦斯 (Mary Rogers Bangs) 在科德角 ( Old Cape Cod ) 中使用的历史参考资料 (1917)：“1778 年 12 月，联邦准将阿诺德将军、马吉船长和船员中的 12 名巴恩斯特布尔人在暴怒的‘东北风暴’期间在普利茅斯公寓上岸。多年来，水手们将其用作“马吉风暴”的日期。” [16]
- 拉尔夫 E 胡士克的 《气象学术语》(1959) 中列出的“northeaster”的常见缩写。 [17]

太平洋西北部也受到类似级别的强大温带气旋的影响，称为太平洋西北风暴。虽然东海岸的风暴被命名为“东北风暴”，但太平洋西北地区的风暴不被称为“西北风暴”，因为该地区气旋的主风可以从任何方向吹来，而东北风暴的主风通常只是从东北吹来。 

## 地理和形成特征

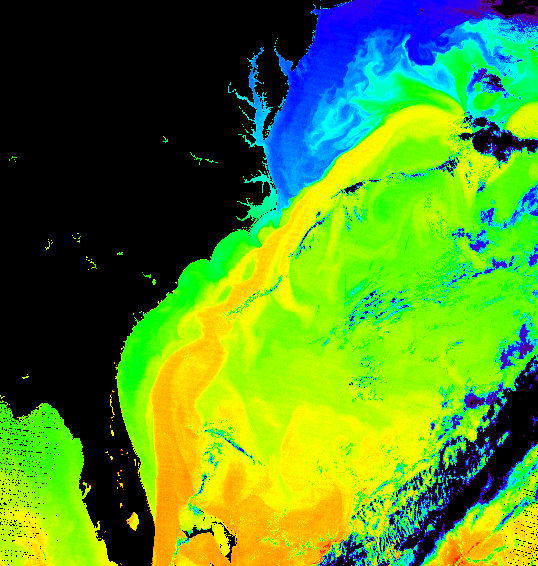
北美东海岸的海面温度。黄色的条带就是墨西哥湾暖流的位置。

### 形成过程
东北风暴的发展是为了应对来自热带大西洋的温暖的墨西哥湾流洋流与来自加拿大的冷气团的强烈对比。非常寒冷和干燥的空气向南冲来，与温暖的墨西哥湾流汇合，这个暖流即便在隆冬时节也常常能达到70 °F（21 °C），因此常常导致低压区发展和加强。
在高层大气中，急流的强风从大西洋移除和取代上升的空气比大西洋空气在低层被取代的速度更快；这和科里奥利力有助于形成强大的风暴。风暴沿着东海岸向东北移动，通常从北卡罗来纳州到长岛，然后向科德角以东地区移动。低压系统周围的逆时针风将潮湿的空气吹过陆地。相对温暖、潮湿的空气与从加拿大向南吹来的冷空气相遇。低压增加了周围的压力差，这导致非常不同的气团以更快的速度碰撞。当气团的温差越大时，风暴的不稳定性、湍流和严重程度也会越大。  
沿着东海岸轨迹的东北风暴通常表明新斯科舍省附近存在高压区。 有时，东北风暴会稍微向内陆移动，给沿海平原的城市（纽约市、费城、巴尔的摩等）带来降雨，给新英格兰（波士顿向北）带来降雪。有时，东北风暴可以将冷空气向南拉到弗吉尼亚或北卡罗来纳州，在这些地区短暂地将湿雪带到内陆。 这样的风暴将迅速增强，向北移动并跟随东海岸的地形，有时会在其整个存在期间继续增强。东北风通常在加拿大海岸附近达到其强度峰值，随后靠近北极地区，其强度可以达到相当于弱飓风的强度。然后它还会蜿蜒穿过北大西洋，甚至可持续数周。 
气象学家使用米勒分类法来确定东北风的轨迹和严重程度。该技术以 J E 米勒命名，他于 1946 年创建了该系统。米勒分类将东北风暴分为两类：A 型和 B 型。
A 型风暴形成于墨西哥湾或佐治亚州或南卡罗来纳州沿岸，主要在大西洋中部、新英格兰和加拿大东海岸的部分地区造成大雪天气。B 型风暴由俄亥俄河谷上空的母低压系统形成，然后经过中心重整移入墨西哥湾流。这种类型的风暴可以为从大平原和俄亥俄河谷到美国东南部和新英格兰的大片地区带来冬季降水。  

### 特征
东北风暴通常由与上层扰动相关的正涡度区域形成，或者由锋面中的扭结形成，该扭结导致地表低压区域发展。这种风暴通常是由几个较弱的风暴、“母风暴”和极地急流与热带急流混合而成的。
由于通常来自东北方向的风中存在较冷的空气，温度通常会显著下降。在一次风暴过程中，降水的强度范围从倾盆大雨到细雾皆有可能。所有降水类型在东北风暴途径过程中都可能发生。可以达到飓风强度的强阵风也与东北风暴有关。在非常罕见的情况下，例如在1978年的东北暴风雪、2006年的北美暴风雪、2013 年2月上旬的北美暴风雪和2018 年 1 月的北美暴风雪中，风暴中心会呈现出更典型的圆形飓风并且在中心附近有一个小的“干槽”，虽然它不是风眼，但可能会被误认为是一个风眼。

#### 与热带气旋的区别
人们常常将东北风暴误认为是热带气旋，并且不区分这两种天气系统。东北风暴与热带气旋的不同之处在于，东北风暴是冷芯低压系统，这意味着它们在加拿大空气和温暖的大西洋水域温度的剧烈变化中茁壮成长。热带气旋是暖芯低压系统，这意味着它们在纯温暖的温度下茁壮成长。然而，在极少数情况下，例如1991年完美风暴，如果海面温度足够温暖，一个小型热带气旋会在强烈的东北风暴的温暖隐蔽处发展。东北风暴偶尔也会变成热带或亚热带气旋，例如 2021 年的热带风暴旺达。

#### 与其他温带风暴的区别
东北风暴是一个强烈的温带气旋，经常经历爆炸性的增强。虽然这种形成发生在世界各地的许多地方，但东北风的独特之处在于它们结合了东北风和漩涡云的水分含量。类似的情况有时会出现在太平洋东北部（日本北部和北部）的冬季，不过这里的风来自北西北方向。在欧洲，几乎不可能出现如此严重的类似天气系统；云的水分含量通常不足以导致洪水或大雪，尽管东北风可能很强。

### 地理
美国东部，从北卡罗来纳州到缅因州，以及加拿大东部可以经历东北风暴，尽管它们最常影响新英格兰北部地区。东北风暴的影响有时会在南卡罗来纳州沿海地区带来高浪和强风。东北风暴在这些地区造成大量海滩侵蚀，以及相关低洼地区的洪水。
科德角伍兹霍尔海洋研究所的生物学家已经确定，东北风暴是大西洋沿岸赤潮的一个环境因素。

## 著名的东北风暴事件
以下是历史上较为有名的东北风暴事件的简短描述列表。
| Event                                     | Date                        | Description |
| ----------------------------------------- | --------------------------- | --- |
| 1888年大暴风雪                            | 1888年3月11-14日            | 美国历史上最严重的暴风雪之一，降雪达到1～1.3米，400人死亡，多数在纽约 |
| 1950年11月阿巴拉契亚大暴雪                | 1950年11月24-30日           | 这次异常强大的暴风雪给美国东北许多大城市带来了30英寸的降雪和破纪录的低温，以及达到飓风强度的暴风。风暴导致353人丧生。                                                                      |
| “圣灰星期三”风暴                          | 1962年3月5-9日              | 导致40人丧生。 |
| 1971年3月加拿大东部暴风雪                 | 1971年3月3-5日              | 至少30人丧生 |
| 1976年土拨鼠日暴风                        | 1976年2月1-5日              | 新英格兰和加拿大东海岸地区出现最深1.4米的降雪 |
| 1978年东北暴风雪                          | 1978年2月5-7日              | 导致至少100人丧生 |
| 1991年完美风暴 (“东北风暴”和飓风的结合体) | 1991年10月28日到11月2日     | 罕见的热带与温带系统的合体, 带来了致命的风暴潮（主要是马萨诸塞州沿海），导致13人丧生。 |
| 1992年12月东北风暴                        | 1992年12月10-12日           | |
| 1993年世纪风暴                            | 1993年3月12-15日            | 一个墨西哥湾生成的超级风暴给佛罗里达沿海带来了巨大的风暴潮，此后发展并影响了整个美国东部，以及加拿大东部和古巴，以区域降雪指数计算为五级冬季风暴。导致66.5亿美元损失和310人丧生。          |
| 1994圣诞风暴                              | 1994年12月22-26日           | |
| 1996年北美暴风雪                          | 1996年1月6-10日             | |
| 2003年北美暴风雪                          | 2003年2月14-22日            | 造成27人死亡。 |
| 2004年“白色胡安”                          | 2004年2月17-23日            | |
| 2005年北美暴风雪                          | 2005年1月20-23日            | |
| 2006年北美暴风雪                          | 2006年2月11-13日            | |
| 2007年4月东北风暴                         | 2007年4月13-17日            | 导致18人死亡 |
| 2009年11月东北风暴                        | 2009年11月11-17日           | 造成3亿美元损失和6人死亡。 |
| 2009年12月北美暴风雪                      | 2009年12月16-20日           | |
| 2010年3月东北风暴                         | 2010年3月12-16日            | 一个移动缓慢的东北风暴，影响了美国东北部地区，风力达到70英里每小时，导致至少百万用户断电。风暴给新英格兰地区带来10英寸（25）降水，使得城市和低洼地带陷入内涝。风暴还导致巨浪和海岸线侵袭。 |
| 2011年1月两次冬季风暴                     | 2011年1月8-13日；1月25-27日 | |
| 2011年万圣节风暴                          | 2011年10月28日-11月1日      | 罕见的强大风暴，打破了多地10月降雪纪录，尤其是新英格兰地区，造成39人死亡。 |
| 2012年11月风暴                            | 2012年11月7-10日            | 飓风桑迪之后形成的东北风暴 |
| 2012年12月复合风暴                        | 2012年12月17-31日           | 产生了龙卷风 |
| 2013年2月风暴                             | 2013年2月7-18日             | 降雪、风力导致18人死亡。 |
| 2013年3月东北风暴                         | 2013年3月1-21日             | |
| 2015年1月北美暴风雪                       | 2015年1月23-31日            | |
| 2015年10月复合风暴                        | 2015年9月29日-10月2日       | |
| 2016年1月美国风暴                         | 2016年1月19-29日            | 影响了美国东部12州 |
| 冬季风暴“奈克”                            | 2017年2月6-11日             | |
| 2017年2月中旬风暴                         | 2017年2月12-15日            | |
| 2017年3月风暴                             | 2017年3月12-15日            | |
| 2017十月复合风暴                          | 2017年10月28-31日           | 一个温带气旋吸收了热带气旋菲利佩的残余环流，发展为东北风暴，风力达到93 mph（150 km/h） 导致140万用户断电，是缅因州最大的停电之一。风暴还导致东安大略和魁北克地区的强降雨。                 |
| 2018年一月风暴                            | 2018年1月2-6日              | 历史性的“炸弹气旋”，在媒体上获得了一系列诨名。最低气压达到948百帕。 |
| 冬季风暴“莱利”                            | 2018年3月1-5日              | 导致数百万人大停电 |
| 冬季风暴“奎恩”                            | 2018年3月2-9日              | |
| 冬季风暴“斯卡拉”                          | 2018年3月11-14日            | 快速爆发的冬季风暴，气压24小时从1001百帕下降到974百帕 |
| 冬季风暴“托比”                            | 2018年3月20-22日            | |
| 2020年12月上旬风暴                        | 2020年12月4-6日             | |
| 2020年12月中旬风暴                        | 2020年12月14-19日           | 给美国东北部带来暴风雪，导致7人死亡。 |
| 2021年土拨鼠日东北风暴                    | 2021年1月31日-2月3日        | 此次风暴过程导致纽约地区出现 46-61 厘米积雪 |
| 2021年复活节风暴                          | 2021年4月15-17日            | |
| 2021年10月风暴                            | 2021年10月25-28日           | 一个强大的偏早的东北风暴，严重影响了美国东北地区，导致麻省60万户停电，带来大暴雨。这个系统后来移入大西洋后成为热带风暴旺达。                                                               |
| 2022四月风暴                              | 2022年4月18-20日            | 发源于美国东南部，给美国东北部内陆地区带来大量降雪。 |